# Макро-кунвинькуанские языки

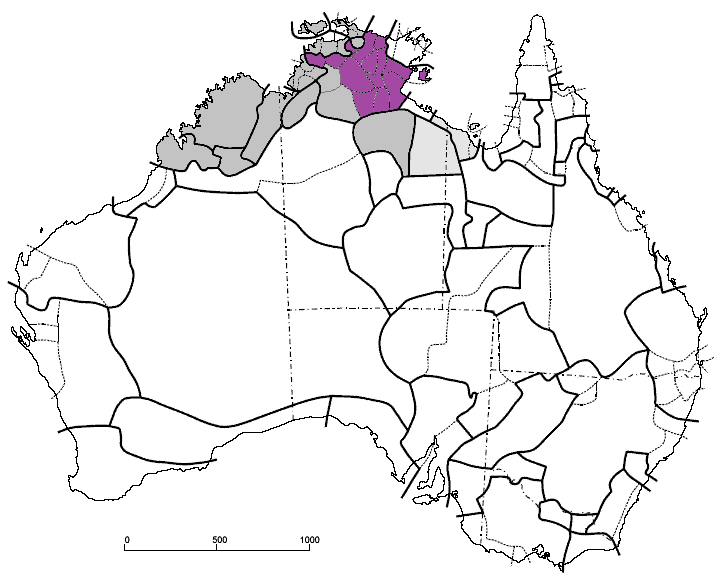
Кунвинькуанские языки выделены

Кунвинькуанские языки (англ. Gunwinyguan languages), также арнемские, гунвиньгу или макро-кунвинькуанские, — семья австралийских языков на которых говорят на востоке Арнем-Ленд на севере Австралии. Главное сходство кунвинькуанских языков заключается в схожести в склонении глаголов.
Эванс предполагал, что гунвинггуанские языки родственны языкам пама-ньюнга и образуют вместе с ними макросемью макро-пама-ньюнга, однако это ещё точно не продемонстрировано. В 2003 году он также предположил, что кунвинькуанские языки связаны с восточно-дейлийскими языками.

## Языки
В 2004 году Ребекка Грин реконструировала 28 праарнемских глагола. Грин включает следующие языки:
- Бураррские языки
  - Бурарра
  - Курркони
  - Тьеппана[англ.]
  - Накара (язык)
- Восточно-арнемские языки[комм. 1]
  - Нунгкупую[англ.]
  - Нганти[англ.]
  - Энинтиляква[комм. 1]
- Марранские[комм. 1]
  - Марра[англ.]
  - Варнтаранг[англ.]
  - Юкул[англ.][комм. 1]
  - Алава[комм. 1]
  - Мангаррайи
- Собственно кунвинькуанские[комм. 1]
  - Кунвиньку
  - Кунпарланг[англ.]
  - Явонь[англ.]
  - Талапон[англ.]
  - Ремпаррнга[англ.]
  - Нгалаккан[англ.]
  - Вараи
  - Авинмул[англ.]
- Какутю

- Кунгаракань[англ.]

Данная классификация близка к классификации Николаса Эванса (1997) из Австралийского национального университета.
Ещё до классификации Грин считалось, что марра, варнтаранг, алава и мангаррайи составляют единую семью. Такая же ситуация с восточно-арнемскими языками: Джеффри Хиз в 1990 году показал, что нганти и нунгкупую составляют одну семью.
Тем не менее, Грин утверждает, что только бураррские языки точно составляют одну семью, и что взаимосвязи других языков пока точно не ясны.

### Комментарии
1. 1 2 3 4 5 6  Ждёт подтверждения